# ピアノマニア
『ピアノマニア』(Pianomania) は、2009年オーストリア・ドイツ合作のドキュメンタリー映画である。
2009年ロカルノ映画祭批評家週間部門グランプリ受賞。

## あらすじ
主人公シュテファン・クニュップファーは実在するピアノ調律師で、その仕事ぶりを1年がかりで撮影したドキュメンタリー映画。一般家庭における通常のピアノ調律とは環境が異なり、コンサートやスタジオ録音など、ピアニストの要求に答えるため、さまざまな方法で音作りに挑戦していく。主にフランスのピアニスト、ピエール＝ローラン・エマールとの問答が軸で物語はすすんでいく。芸術家特有の表現を受け、それを楽器の音で実際に表現するためピアノの部品を解体したり、調整したり、時にはピアノそのものを入れ替えて要求に応えていく。

## キャスト
- シュテファン・クニュップファー
- ピエール＝ローラン・エマール
- ラン・ラン
- ティル・フェルナー
- クリストフ・コラー
- アルフレート・ブレンデル
- ジュリアス・ドレイク
- イアン・ボストリッジ
- リチャード・ヒャンキ・ジュー
- アレクセイ・イグデスマン
- クリストフ・クラーセン
- ロビアス・レーマン
- マリタ・プローマン
- ルドルフ・ブッフビンダー

## 受賞歴
- 2009年、ロカルノ映画祭批評家週間部門グランプリ
- 2009年、オーストリア映画賞 最優秀編集賞
- 2009年、リューネン映画祭 最優秀作品賞
- 2010年、サンフランシスコ国際映画祭 最優秀ドキュメンタリー賞
- 2010年、ヴュルツブルク映画週間 観客賞
- 2011年、ドイツ映画賞 最優秀音響賞